# Henry Sutherland Edwards

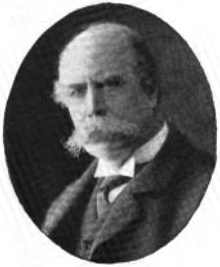
Henry Sutherland Edwards (1901)

Henry Sutherland Edwards (* 5. September 1828 in London; † 21. Januar 1906 ebenda) war ein britischer Schriftsteller und Journalist.

## Leben
Henry Sutherland Edwards war das älteste Kind von insgesamt drei Söhnen und drei Töchtern von John Edwards und dessen Gattin Harriet Exton Teale Morris. Er wurde im Brompton-Gymnasium unterrichtet und lebte dann mehrere Jahre in Paris, wo er sich weiter ausbildete und Französisch erlernte. Nach London zurückgekehrt arbeitete er dort frühzeitig als Journalist, zunächst von August bis Oktober 1847 für das kleine Wochenblatt Pasquin, 1848 kurzzeitig für das von Henry Vizetelly gegründete Magazin The Puppet Show und noch im gleichen Jahr ebenfalls nur kurz für den Punch. Zusammen mit Robert Barnabas Brough schrieb er für die Londoner Bühne die Extravaganza Mephistopheles, or an Ambassador from Below, ferner ab 1851 gemeinsam mit Augustus Septimus Mayhew leichte Dramen, u. a. die Posse The Goose with the Golden Eggs (1859).
Indessen arbeitete Edwards auch im ernsten Journalismus. So weilte er während des Staatsstreichs Napoleons III. (Dezember 1851) als Reporter in Paris. 1856 besuchte er als Berichterstatter der Illustrated Times Russland anlässlich der Krönung Kaiser Alexanders II. und studierte in Moskau längere Zeit die russische Sprache, Politik und Sitten. Am 2. Februar 1857 heiratete er in Moskau Margaret, die Tochter des in Russland lebenden schottischen Ingenieurs Thomas Watson. Aus der Ehe ging ein Sohn, Gilbert Sutherland Edwards, hervor. 
Die Ergebnisse seiner Studien über Russland legte Edwards 1858 in der Skizzensammlung The Russians at home (neue vermehrte Ausgabe 1879) nieder. Der Musikgeschichte gehört sein zweites Werk History of the opera (2 Bände, 1862) an. 1862 ging er als Korrespondent der Times abermals nach Russland, um über den damals betriebenen Fortgang der Emanzipation der Leibeigenen zu berichten. Dann reiste er weiter nach Polen, das sich am Vorabend eines Aufstandes befand, und veröffentlichte als Ergebnis dieser Reise The Polish captivity, an Account of the Present Position of the Poles in Austria, Prussia and Russia (2 Bände, 1863). Unmittelbar nach Ausbruch des Aufstandes (1863) wurde er von der Times erneut nach Polen gesandt. Von dort berichtete er zunächst aus dem Lager der Insurgenten, dann aus Warschau, wurde jedoch aus letzterer Stadt ausgewiesen. Er durfte sich aber wieder nach Russland begeben, ging nun über Sankt Petersburg nach Moskau und bereiste Südrussland. Dann kehrte er über Kiew und Wolhynien nach Galizien zurück. Seine Erfahrungen und Beobachtungen über die polnische Erhebung teilte er in dem Buch The private history of a Polish insurrection (2 Bände, London 1865) mit. 1867 ging er für die Times nach Luxemburg, von wo er über die Luxemburger Frage Berichte einsandte.
Auch dem Deutsch-Französischen Krieg von 1870/71 wohnte Edwards als einer der Spezialkorrespondenten der Times auf deutscher Seite bei. Er folgte dem königlichen Hauptquartier von Saarbrücken bis Beaumont und machte die dortige Schlacht im Gefolge eines bayrischen Regiments mit. Nach der Schlacht von Sedan (1./2. September 1870) gesellte er sich zu dem Korps des Generals August von Werder vor Straßburg und durchzog nach Straßburgs Fall (28. September 1870) das okkupierte Terrain vom Elsass bis zur Normandie, wo er in Rouen und Amiens mit der deutschen Nordarmee bis zum Ende des Kriegs blieb und über deren Operationen berichtete. Aus Anlass der Brüsseler Konferenzen über die Reform des Kriegsrechts gab er das Werk The Germans in France (London 1874) heraus, worin er die deutsche Kriegführung in Frankreich scharf kritisierte. Kurz vor dem Ausbruch des Russisch-Türkischen Kriegs veröffentlichte er in der Pall Mall Gazette eine Sammlung von Beiträgen über die Orientalische Frage, als Buch unter dem Titel The Slavonian provinces of Turkey (London 1876) erschienen. 1890 gab er das Werk The Romanoffs, Tzars of Moscow and Emperors of Russia heraus. 1902 verfasste er eine Biographie von William White, dem englischen Botschafter in Konstantinopel.

## Romane; Werke über Opern- und Theatergeschichte
Als Novellist verfasste Edwards u. a. folgende Romane:
- The three Louisas, 3 Bände, London 1866
- The governor’s daughter, 2 Bände, London 1868
- Malvina, 3 Bände, 1871
- The missing man, 1885
- What is a girl to do?, 1885
- The case of Rueben Malachi, 1886
- Dutiful daughters. A tale of London life, 1890

Ferner übersetzte Edwards Otto Hübners Allgemeine Statistik unter dem Titel Statistics of all countries (London 1872). Seine Studien über die Geschichte der Oper erneuerte er in folgenden Werken:
- Life of Rossini, London 1869
- Rossini and his school, London 1881
- The lyrical drama, London 1881 (mehrere Essays über die moderne Oper)
- The Prima Donna. Her history and surroundings from the 17th to the 19th century, 2 Bände, London 1888

Auch sonst arbeitete Edwards über die Theatergeschichte, so in den Werken The famous first representations (London 1886), The Faust legend (London 1886) und Idols of the French stage (London 1888). 